# イラン・イラク戦争における航空戦
イラン・イラク戦争における航空戦（イラン・イラクせんそうにおけるこうくうせん）は、イラン・イラク戦争における航空戦のことをいう。

## 概要
イラン・イラク戦争の第一撃はイラク空軍による主にフーゼスターン州内の航空基地等に対する爆撃から始まった。作戦規模は両軍とも小規模で保有する戦力を最大限活用していなかった。

## イラク空軍の活動
開戦当初、イラク軍は前線に近い航空基地や陸軍駐屯地及び石油関連施設に対して低高度からの小規模かつ散発的な出撃ばかりで大規模な制空権確保作戦を実施しなかった。例に挙げればテヘラン・メヘラーバード国際空港に対する爆撃は戦闘機2機のみで反復攻撃も無かった。MiG-21の航続距離は短く内陸奥深くに攻撃することは困難であったがTu-22やIl-28など長距離作戦機をヨルダン国境周辺の飛行場に退避させイラン空軍に対する航空撃滅戦は実施されなかった。前線の地上部隊に対する近接航空支援も不活発であった。
防空部隊に対する攻撃は、もともと規模が小さいイランの早期警戒網と航空指揮統制網を崩壊させ以後の爆撃行は容易になった。1986年以降はレーダーサイトと石油施設に対する攻撃を激化させ電子戦と戦略攻撃を強化した。
1984年時点でイラク空軍の稼動機は350機から400機に対してイラン空軍は80機程度と優勢であった。同年春のイラン軍のバスラ攻撃の戦力集結の際は最寄の飛行場から数分で上空に達するにもかかわらず航空攻撃は実施されなかった。イラク軍の近接航空支援はヘリコプターが割り当てられていた。この頃にはインド人教官60名を招聘し低高度爆撃の教育を受けた。パイロットの技術的問題もあったが陸軍・空軍を横断的に結ぶ指揮連絡体制が無く空軍の偵察写真が陸軍に送られても計画的な攻撃は行なわれなかった。空軍側の問題点として戦略任務と戦術任務を分割して責任を持ち、飛行場ごとに担当区域が設定され地上部隊との連携のみならず空軍同士でも連携は不十分であった。
1985年2月下旬ごろからイラン各地に対する爆撃を激化させた。2月20日にはイラン・アーセマーン航空のフォッカー F27を撃墜、同乗していた革命防衛隊のマハラチ師をはじめ国会議員8名を含む乗客乗員40全員が死亡。3月に入ると本格的な戦略攻撃方針を設定した。
- 燃料枯渇を狙った製油施設に対する攻撃
- 軍需輸送の麻痺を狙った鉄道・道路の橋梁に対する攻撃
- 外貨収入を断つために石油輸出施設に対する攻撃

の3点を挙げ、3月18日にエスファハーン郊外の製油所を爆撃、5月7日にテヘラン製油所を、5月14日にフーゼスターン州にあるハフト・タッベ駅に停車中の列車を攻撃した。また石油関連施設と平行してタンカーに対する攻撃も強化された。
1987年2月12日から14日にかけてテヘランに爆撃を実行し、続いて各都市に対する爆撃も行なわれた。カルバラ第5号作戦の期間中の2月19日からの42日間でイラク空軍は262ソーティにおよぶ都市爆撃を実施し、イランの損害は65の市町村、死者3,035名にのぼった。イラクに近い大都市エスファハーンは重点攻撃目標となった。

## フランス軍の介入
1983年1月2日、イラクのアジズ外相はフランスを訪問し、フランソワ・ミッテラン大統領等と会談し、武器代金の支払い条件の緩和と石油買い付け量拡大に合意した。2月4日、ル・モンド紙は発注済みのミラージュF1戦闘機60機のうち29機を年内に引渡し、更にシュペルエタンダールとエグゾセ対艦ミサイルの追加供与も検討されたと報じた。
6月23日、フランス政府はシュペルエタンダール5機をエグゾセ・ミサイル付きで2年間貸与することを決定した。10月7日、フランス国営ラジオ放送はエタンダール5機がイラクへ向けて出発したと報じた。10月13日、サッダーム・フセイン大統領はエタンダール機は10月末に引渡し予定で、まだ到着していないと発表したが、10月15日、ベルギーのル･ソワール紙は既にイラクに到着していると報じた。
貸与された2年間で、主にイラン向けタンカーに対しての通商破壊やイラン艦艇への攻撃に使用された。これらは、失われた1機を除いてミラージュF1納入後にフランスに返還された。（タンカー戦争を参照）
停戦後の1988年10月19日にフランスのカナール・アンシェネ紙がスクープ記事を出した。
これによれば貸与協定は6月2日に締結され、10月7日にブルターニュのランディヴィジオ海軍航空基地を出発、コルシカ島経由で地中海上にあった空母クレマンソーに着艦。そこでフランス海軍標識をイラク空軍標識に塗り替え、フランス人パイロットは制服、認識票、身分証明書をフランスのそれからイラクに切り替えて、引き続きイラク空軍として任務に就いた。参加者はパイロット7人、ダッソー社の技術者など約30名がイラク軍に参加した。
彼等の主な任務はイラク人パイロットの訓練や実際の偵察任務にも就いていたが、それだけでなく攻撃目標の選定や攻撃方法、空中給油空域の決定など「あらゆること」を担当したとされる。1985年にエタンダール機はフランス海軍に返還されたが、ミラージュF1が引き渡された際も同様にパイロットや技術者を提供している。
このことがフランス議会で論議されることも閣議で審議されることも無かった。

## サウジアラビア空軍との交戦
1984年6月5日、ペルシャ湾上空のサウジアラビア領空に侵入する機影をアメリカ空軍とサウジアラビア空軍が共同運用するE-3が確認した。ただちにサウジアラビア空軍はF-15戦闘機2機をE-3の指揮の下で出撃させた。F-15はイラン空軍のF-4戦闘機2機を捕捉、スパローまたはサイドワインダー空対空ミサイルを発射し、そのうちの1機を撃墜した。その1時間後には、10機を超すイラン軍機の接近をレーダーが捉え、サウジアラビア空軍はそれに匹敵する数のF-15のスクランブルを行った。最終的には30機以上の目標をレーダーが捉えたがイラン軍機が突如反転したため戦闘は回避された。これはサウジアラビア空軍初の実戦であり、同年5月に行われたイラン軍によるサウジアラビア籍タンカー攻撃に対する報復でもあった。
イランはただちに非難声明を出したが、サウジアラビアは本件を自衛行動として、これ以上の事態拡大は望まないと声明した。